# Калган

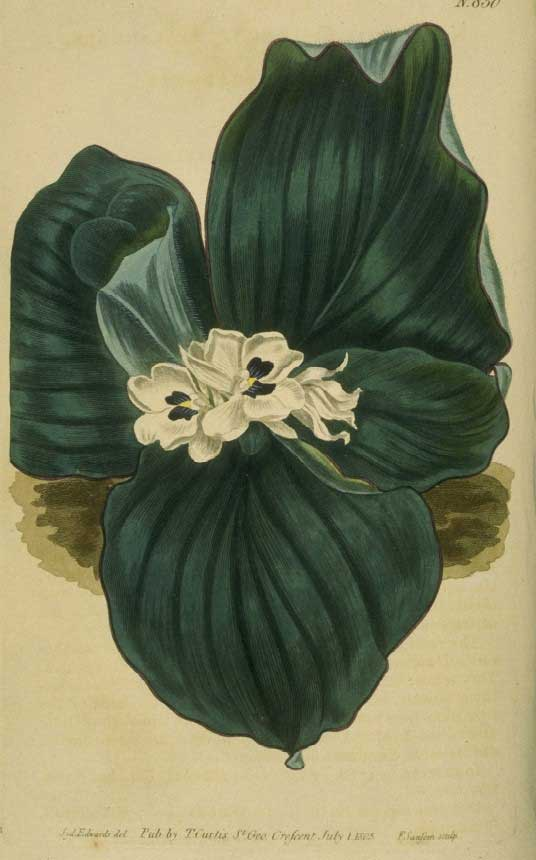
Kaempferia galanga

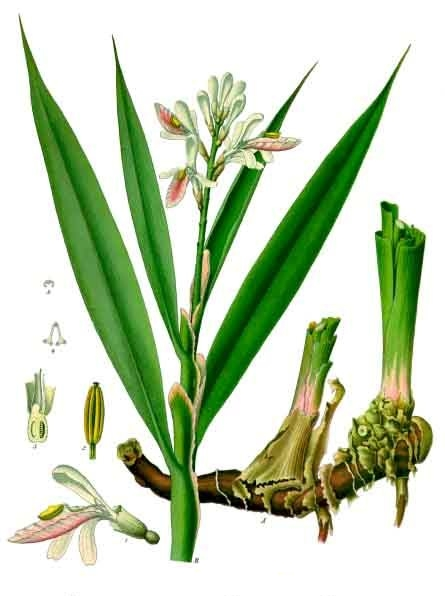
Калган малий (Alpinia officinarum)

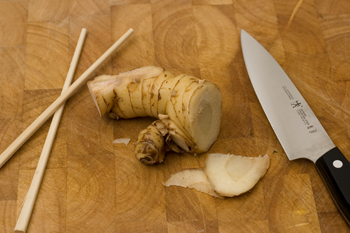
Кореневище калгану готове для приготування

Калган — загальна назва декількох тропічних кореневищних прянощів.
Слово "калган" походить від арабського "галаган" (قولنجان) чи "кхаланган" (خلنجان), що у свою чергу є запозиченням з китайського словосполучення "високий хороший імбир" gao liang jiang (高良姜) . [Архівовано 4 березня 2016 у Wayback Machine.] Калганом зазвичай називають рослини з ароматними ризомами чи кореневищами, які використовують як спеції.

## Різновиди
Назва калган, у зальному вжитку може означати ароматичне кореневище будь-якого з поширених у використанні видів рослин родини імбирних та інших родин, а саме:
- Альпінія звичайна, або калган великий,  тайський імбир
- Альпінія лікарська, або калган малий
- Кречай, китайський ключ (Boesenbergia rotunda), що також називають китайський імбир
- Китайський калган (Kaempferia galanga)[en], також зветься чорний калган.
- Перстач прямостоячий (Potentilla erecta), родина Трояндові, використовують в Україні в лікеро-горілчаному виробництві.

## Застосування
Кореневища калгану використовуються у традиційній кухні Південно-Східної Азії, наприклад, у складі кхмерського "Kroeung" (паста) Тайського та Лаоського супів Том ям та том кха, В'єтнамській Huế кухні (tré), а також у Індонезійській кухні, зокрема в сото. Польська горілка "Żołądkowa Gorzka vodka" ароматизована калганом. Хоча всі різновиди калгану мають близьке споріднення із імбиром, калган і імбир як правило не є взаємозамінними інгредієнтами у традиційних азійських стравах, і кожен з них унікальний по своєму.[джерело?]
В етноботаніці, калган має медичне застосування, оскільки сприяє травленню і полегшує респіраторні і шлункові захворювання. Кожному сорту калгану приписують певні лікувальні властивості.
У продажу, калган доступний у свіжому вигляді, або висушеному у нарізаному вигляді, або у вигляді порошку.